# Be Bop Deluxe
Be Bop Deluxe (также — Be-Bop Deluxe) — британская рок-группа, образовавшаяся в 1972 году в Уэйкфилде, Йоркшир, Англия, и исполнявшая глэм-/прог-рок с характерным акцентом на гитарную работу её лидера гитариста Билла Нельсона и научно-фантастическую тематику его же текстов. В числе исполнителей, с которыми критика сравнивала Be Bop Deluxe, были Дэвид Боуи, King Crimson, Pink Floyd, Van Der Graaf Generator и Фрэнк Заппа.
В середине 1970-х годов Нельсон считался одним из самых интересных и оригинальных гитаристов Британии. Четыре альбома группы входили в UK Top 30; наивысшей позиции (#10, 1977) достиг здесь Live! In the Air. В 1976 году успех имели также синглы «Ships in the Night» (# 23) и «Hot Valves» (# 36).
В 1978 году Билл Нельсон распустил Be Bop Deluxe, образовал Red Noise, а после распада группы занялся сольной деятельностью.

### Состав
- Билл Нельсон – соло-гитара, ведущий вокал, клавишшные (1972–1978)
- Роберт Брайан – бас, ведущий вокал (1972–1974)
- Николай Чаттертон-Дью – ударные, бэк-вокал, перкуссия (1972–1974)
- Иэн Паркин – ритм-гитара, акустическая гитара (1972–1974; умер в 1995)
- Ричард Браун – клавишные (1972)
- Саймон Фокс – ударные, перкуссия (1974–1978)
- Пол Джеффрис – бас (1974; умер в 1988)
- Милто Рим-Джеймс – клавишные (1974)
- Чарли Тамахай – бас, бэк-вокал (1974–1978; умер в 1995)
- Эндрю Кларк – клавишные (1975–1978)

## Дискография

### Студийные альбомы
- Axe Victim (1974)
- Futurama (1975)
- Sunburst Finish (1976)
- Modern Music (1976)
- Drastic Plastic (1978)

### Концертные альбомы
- Live in the Air Age (1977)
- Radioland — BBC Radio One Live In Concert (1994)
- Tramcar to Tomorrow (1998)
- Tremulous Antenna (2002, перевыпуск/ремастеринг Radioland)